# Uladzimir Vaszilevics Jarmosin
Uladzimir Vaszilevics Jarmosin (belaruszul: Уладзі́мір Васі́левіч Ярмо́шын, oroszul: Влади́мир Васи́льевич Ермо́шин; Pronszk, 1942. október 26. –) fehérorosz politikus.

## Miniszterelnök
2000. február 18. és 2001. október 1. között Fehéroroszország miniszterelnöke volt. Jarmosin miniszterelnöki tisztségét Aljakszandr Rihoravics Lukasenka elnöksége alatt töltötte be.

## Minszk polgármestere
Jarmosin korábban 1995 és 2000 között Fehéroroszország fővárosának, Minszknek a polgármestere volt.